# Shirley Strickland
Shirley Barbara de la Hunty (dekliški priimek Strickland) AO, MBE, avstralska atletinja, * 18. julij 1925, Guildford, Avstralija † 11. februar 2004, Perth, Avstralija.
Shirley Strickland je v treh nastopih na olimpijskih igrah osvojila dva naslova olimpijske prvakinje v teku na 80 m z ovirami, zlato in srebrno medaljo v štafeti 4×100 m ter dve bronasti medalji v teku na 100 m in eno v teku na 80 m z ovirami. 4. avgusta 1955 je s časom 11,3 s postavila nov svetovni rekord v teku na 100 m, ki je veljal do 19. julija 1961. 23. julija 1952 je s časom 11,0 s izenačila svetovni rekorder v teku na 80 m z ovirami m, dan kasneje je postavila nov rekord s časom 10,9 s, ki je veljal do 5. junija 1955. 21. novembra 2014 je bila sprejeta v Mednarodni atletski hram slavnih.